# Lohkuse
Koordinaten: 59° 21′ N, 27° 2′ O
Lohkuse ist ein Dorf (estnisch küla) in der Landgemeinde Lüganuse (Luganuse vald). Es liegt im Kreis Ida-Viru (Ost-Wierland) im Nordosten Estlands.
Das Dorf hat elf Einwohner (Stand 1. Januar 2012). Es liegt am Fluss Purtse (Purtse jõgi).